# Infinitezimal
În matematică, un număr infinitezimal este un număr foarte mic care tinde către zero. Conceptul a fost folosit încă din Antichitate (primul despre care se știe că l-a aplicat este Arhimede), iar mai târziu Newton și Leibniz s-au bazat pe infinitezimale în dezvoltarea calculului diferențial și integral (domenii numite împreună calcul infinitezimal), producând rezultate corecte, dar definiții riguroase au apărut abia începând cu a doua jumătate a secolului al XIX-lea, când Karl Weierstrass și alții au folosit noțiunea de limită în definiția numerelor infinitezimale.